# Miguel Hesayne
Miguel Esteban Hesayne (Azul, Buenos Aires, 26 de diciembre de 1922-1 de diciembre de 2019) fue obispo católico argentino de la diócesis de Viedma.
El Turco, tal como lo conocían sus amigos y discípulos, fue motivo de controversia dentro de la Iglesia católica. A diferencia de otros obispos, él insistía en que la Iglesia debía meterse en política para defender los derechos de los más pobres.

## Primeros años
Miguel Esteban Hesayne nació el 26 de diciembre de 1922. Sus padres fueron Elías Hesayne, natural del Líbano, y Josefa Mármol. Tuvo tres hermanos: Alcira Victoria (1911), Nazira (1913) y Graciano Raúl (1925).

## Sacerdote
Miguel Esteban Hesayne fue ordenado sacerdote el 12 de diciembre de 1948 en el seminario San José de La Plata por Tomás Juan Carlos Solari, arzobispo de La Plata. Fue profesor de literatura y latín en el Seminario diocesano de Azul y más tarde rector de ese Seminario. Fue destinado como cura párroco en Tapalqué, Veinticinco de Mayo, General La Madrid y Las Flores en la provincia de Buenos Aires. Luego fue designado por quince años como capellán auxiliar no militar en el Regimiento de Azul y en la Base Naval Azopardo de la Armada Argentina. En tiempos del Concilio Vaticano II cursó estudios de Teología Pastoral en la Universidad de Lille, en Francia, y de eclesiología con el teólogo Yves Congar en París.
Hesayne fue uno de los adherentes por la diócesis de Azul al manifiesto de los 18 obispos del tercer mundo, publicado el 15 de agosto de 1967.

## Obispo
Fue elegido como obispo de la diócesis de Viedma, provincia de Río Negro, por el papa Pablo VI el 5 de abril de 1975, y fue ordenado obispo el 4 de junio en la catedral de Azul por Manuel Marengo, obispo de Azul (coconsagrantes Eduardo Francisco Pironio, obispo de Mar del Plata y Miguel Ángel Alemán SDB, obispo de Río Gallegos. Se instaló en la diócesis de Viedma el 8 de julio del mismo año, a sus 52 años.
Hesayne fue obispo de Viedma por 20 años, hasta el 28 de junio de 1995, cuando renunció por edad. Tuvo un rol episcopal intenso durante el régimen dictatorial del autodenominado Proceso de Reorganización Nacional que entre 1976-1983, siendo uno de los pocos miembros de la jerarquía de la Iglesia católica de Argentina en criticar abiertamente sus abusos y crímenes sobre los derechos humanos, tales como el asesinato (enmascarado como un siniestro de tránsito) del obispo Enrique Angelelli por una "fuerza de tareas militar" en 1976.

## Su testimonio del martirio del obispo Enrique Angelelli
En 2006, Hesayne dio testimonio de la muerte del obispo Enrique Angelelli, a la que calificó como «martirio»:

El 4 de agosto de 2006 se cumplen 30 años de la muerte del obispo de La Rioja Enrique Angelelli. Hace 30 años que quienes lo mataron logran, todavía, matar su muerte, no obstante el clamor popular que lo proclama ¡¡¡el Obispo Mártir!!!
Yo también me uno a este clamor. Tengo certeza moral de que fue asesinado por anunciar el Evangelio de Jesús sin mimetismos o retaceos diplomáticos. 
El 4 de agosto de 1976, encontrándome en el Obispado de Viedma, recibí la noticia oficial de la muerte del Obispo Angelelli ocasionada -según comunicaba el cable- por un accidente automovilístico. La noticia de su muerte me golpeó muy hondo. Fue la triste muerte del amigo, confidente y lúcido consejero pastoral. A la luz de la Fe en Jesús Resucitado, cuya presencia el "Pelado" -como lo llamábamos- irradiaba como anuncio pascual, vibrante y claro, el golpe de tristeza se me fue transformando hasta en una sensación de victoria: ¡¡¡el Pelado ha logrado la gracia del martirio cristiano!!!, me dije y comencé a proclamarlo. Y lo que fue una primera intuición, se ha convertido ahora en una certeza.
Con la noticia de la muerte de mi hermano en el episcopado, el Padre Obispo Enrique Angelelli, se me agolparon los recuerdos de los encuentros personales y reuniones pastorales que mantuve con el amigo y pastor, desde que lo conocí como integrante notable de la COEPAL y luego, siendo yo obispo de Viedma, en charlas personales y Asambleas Plenarias del Episcopado. 
Pero una y otra vez, junto a los diversos recuerdos de su gran riqueza de vivencia evangélica personal como de claras y vigorosas orientaciones pastorales, surgía, punzante, la conversación confidencial que mantuve con él quince días antes del 4 de agosto.
Admiraba su contagioso y vigoroso entusiasmo pastoral, su sereno y firme coraje y hasta a veces sonriente anuncio del Evangelio, orientado siempre hacia la construcción de la nueva civilización del Amor y denunciando sin eufemismos la injusticia social y la escalada de violencia y atropellos a la ciudadanía causados principalmente por funcionarios del Estado.
Pero, día a día me preocupaba su seguridad personal. Por eso, en esa conversación confidencial decidí aconsejarle que por un tiempo se ocultara, quizás haciendo un viaje al exterior.
De inmediato y con firmeza me contestó que no. De ninguna manera saldría fuera del país. "Mirá -me dijo con serena firmeza- ahora me toca a mí. Si me oculto o salgo de La Rioja seguirán matando a mis ovejas".
Corrían días oscuros y tensos cargados de amenazas, detenciones y torturas de dirigentes laicos de pastoral diocesana y el asesinato a mansalva de sus dos sacerdotes Murias y Longville, juntamente con el cruel asesinato del dirigente laico de pastoral rural Wenseslao Pedernera, acribillado ante su esposa e hijos en su propia casa rural por un grupo de las Fuerzas Armadas.
Con estos antecedentes íntimos personales, ¿cómo no iba a estar convencido del asesinato que le quitó la vida a Angelelli a causa del Evangelio y por lo tanto considerarlo y proclamarlo mártir junto a la gran mayoría del pueblo de Dios, libre de ideologías y prejuicios políticos o recelos clericales?
Y esta íntima convicción de que Angelelli había sido asesinado para silenciar su mensaje y acción pastoral, en forma providencial se transformó en objetiva persuasión, al momento de leer el documento judicial que me fue enviado desde el Juzgado de Instrucción número 1 en lo Criminal y Correccional de la ciudad de La Rioja (año 1983).

## Sus cartas a presidentes
Hesayne continuó siendo crítico a las políticas gubernamentales después del retorno de la democracia, especialmente en el periodo neoliberal de Carlos Menem en los 1990s, y de su sucesor Fernando de la Rúa. 
En 1999 le escribió al presidente argentino, Menem después que llamara "mentiroso" al obispo Rafael Rey, presidente de Cáritas de Argentina. Menem había comunicado acerca del descenso de la pobreza, y Rey lo contradijo, afirmando que la pobreza se había incrementado en relación con los cinco años previos. Hesayne escribió a Menem, quien había sido condecorado por el Papa Juan Pablo II en 1993 por su lucha antiaborto):

Ud. puede hasta engañar al Papa con sus falacias políticas, pero no al Señor de la Iglesia y de la Historia, Jesucristo, para quien todos sabemos que verdaderamente hoy la pobreza es demasiada.

En 2001, Hesayne nuevamente criticó las políticas neoliberales de De la Rúa, y aún lo amenazó de excomunión. En una carta le escribió:

[...] ¿es lícito que comulgue un cristiano que, de hecho, asume la ideología neoliberal que engendra una situación de muerte para con millones de habitantes..., muerte infantil a poco de nacer, muerte acelerada a ancianos y muerte lenta a generaciones de jóvenes con una salud endeble etc., etc.? [...] Sumemos estos hechos a los ajustes para pagar la deuda externa -que causan por día un centenar de niños muertos-, ¿puede comulgar con la conciencia tranquila el responsable directo o indirecto de tantas muertes? Llamemos a las cosas por su nombre: su gobierno, en vista a pagos legales (no justos), viene tomando medidas (también el anterior lo hacía) socioeconómicas que son un genocidio de guantes blancos para una sociedad dominada neoliberal, pero crimen horrendo para Dios, quien clama se haga justicia a sus pobres.

Durante la presidencia de Eduardo Duhalde, le escribió una carta abierta:

Dr. Eduardo Duhalde, de mi cristiana estima:

Le escribo como siempre he escrito a gobernantes de nuestro país que se presentan como "cristianos" jurando sobre los Santos Evangelios.
El Evangelio del Señor Jesús no es un manual de política, ni de economía, ni de cultura, ni de orden social y menos de gobernabilidad. Pero, quien jura por el Evangelio, jura por sus valores éticos y se compromete hasta dar la vida personal dado el caso en el cumplimiento de las coordenadas esenciales del mensaje cristiano: búsqueda de la verdad, defensa de la libertad, cumplimiento de la justicia desde un real amor solidario. Si falta una de estas cuatro, se viola el juramento.
Sr. Presidente de la Nación, Ud. desde el primer día prometió al pueblo argentino erradicar la corrupción generalizada. Y la corrupción tiene nombre y apellido. Y los corruptos siguen "premiados"² con el dinero que han robado al pueblo argentino.
Por eso, su Gobierno no hace la verdad y ni defiende la libertad.
La generalidad del pueblo argentino sigue oprimido por el hambre, la falta de medicamentos indispensables y atención médica y de un techo digno mientras los responsables de la ³miseria argentina² gozan hasta de un irritante bienestar. 
No es por venganza sino por elemental justicia que se los ha de juzgar y el pueblo debe saber la verdad. "La verdad los hará libres", enseña Jesús. 
Su Gobierno tampoco cumple con la justicia porque persiste la inequidad que se instaló desde noviembre y se agudizó en forma cruel en la década de 1990, no obstante el reclamo hasta en la voz del Papa Juan Pablo II hablando a nuestros Embajadores y al Episcopado Argentino. 
Por eso, no hay un real amor solidario para con lo más pobres, postergados y excluidos. 
Con la "caridad limosnera" o "ayuda social"² no se cumple con la justicia social. 
El primer derecho de un hombre o de una mujer es el trabajo dignamente remunerado. Es cierto que al hambriento hay que darle pan pero al mismo tiempo como es persona humana hay que darle, de inmediato, un horizonte de recuperación de su derecho al trabajo. 
Van a ser 26 años que vengo escuchando la promesa de que, una vez arregladas las grandes finanzas y pagadas las deudas del Estado se va a encarar la solución del problema social en forma digna. Se lo oí al ministro Martínez de Hoz en noviembre de 1976, en al aula episcopal pidiendo paciencia a los Obispos. Y ahora se escucha de Ud y colaboradores que se tenga paciencia.
Los realmente pobres y excluidos de la Argentina de hoy siguen esperando engañados y ya muchos desesperanzados son caldo de cultivo de la violencia engendrada por la injusticia social reinante. Y otros muchos ya han tenido la sentencia de muerte prematura que dictan las medidas sin equidad social.
Ármese de coraje y coherencia evangélica: opte de verdad por los más pobres y excluidos, exigiendo con todo derecho a los que más poseen todo lo necesario para restablecer la equidad social. 
Esta coherencia y este coraje se le exige a quien jura por los Santos Evangelios. 
Si no le es posible renuncie a gobernar o renuncie a ser cristiano. 
La Iglesia Católica, en la Argentina, está desnaturalizada por culpa de muchos católicos sin compromiso evangélico. Son los del cumplimiento; con actos piadosos vaciados del contenido del amor solidario que es real cuando pasa por la justicia social y en libertad.

Rogando por Ud. y colaboradores para que escuchen al Señor de la Historia en el clamor de los pobres, presento mis más respetuosos saludos.

## Su labor posterior y reconocimientos
Luego de retirarse del gobierno pastoral desde 1995, se dedicó a la animación del Instituto Secular de los Cristíferos (cofundador junto a Beatriz Abadía) centrado en la formación integral del laicado. Fue asesor de la Obra Kolping Argentina (así llamada en referencia a Adolfo Kolping) por varios años. Entre 1995 y 1997 fue invitado por sacerdotes de Alemania a dar varios cursos en Europa sobre Comunidades Eclesiales de Base (CEB). Junto al obispo metodista Aldo Etchegoyen fue miembro fundador de la Asociación Jaime de Nevares, destinada a la formación sociopolítica del laico a nivel nacional.
Fue titular de la Cátedra de Derechos Humanos de la Universidad Nacional del Centro de la Provincia de Buenos Aires, y en 2001 recibió el doctorado honoris causa por parte de la Universidad Nacional de Río Cuarto.
En 2004, recibió junto a la Madre de Plaza de Mayo Olga Aredez, el premio Azucena Villaflor, en mérito a su lucha por los Derechos Humanos por parte del Gobierno argentino, de manos del presidente Néstor Kirchner. Fue miembro Emérito de la Comisión Provincial por la Memoria con sede en La Plata.

## Su fallecimiento
El 1 de diciembre de 2019 monseñor Miguel Esteban Hesayne murió en la ciudad de Azul, provincia de Buenos Aires cuando contaba con 96 años. El deceso se produjo en el Sanatorio Azul. Los restos del Obispo Emérito de Viedma fueron velados en el Instituto Cristífero, fundado por él junto a religiosas que allí habitan, ubicado en Bolívar 495. En la mañana del 2 de diciembre el cuerpo del Obispo fue trasladado a la Iglesia Catedral de Azul donde el Obispo de la Diócesis de Azul, Hugo Manuel Salaberry encabezó una misa de cuerpo presente. Sus restos descansarán en el Mausoleo de los Obispos de la Iglesia Catedral.